# Il medico... la studentessa
Pour plus de détails, voir Fiche technique et Distribution.
Il medico... la studentessa est une comédie érotique italienne réalisée par Silvio Amadio et sortie en 1976.

## Synopsis
Claudia, une étudiante de 18 ans, veut partir en vacances à Londres, mais sa belle-mère Luisa l'en empêche. La jeune fille découvre que cette dernière trompe son mari, le colonel Oreste, avec le docteur Filippo Cinti, un jeune médecin. Grâce à cette découverte, Claudia parvient à se venger et à faire chanter les deux amants.

## Fiche technique
- Titre original italien : Il medico... la studentessa[1],[2],[3]
- Réalisation : Silvio Amadio
- Scenario : Ferdinando Popoli, Silvio Amadio
- Photographie :	Antonio Maccoppi
- Montage : Carlo Broglio
- Musique : Roberto Pregadio
- Décors : Saverio D'Eugenio (it)
- Société de production : Domizia Cinematografica
- Pays de production :  Italie
- Langue originale : italien
- Format : couleurs par Telecolor - 1,85:1 - Son mono
- Durée : 95 minutes
- Genre : Comédie érotique italienne
- Dates de sortie :
  - Italie : 20 mars 1976 (Milan)

## Distribution
- Gloria Guida : Claudia Raselli
- Jacques Dufilho : Colonel Oreste Raselli
- Pino Colizzi : Dr. Filippo Cinti
- Nieves Navarro (sous le nom de « Susan Scott ») : Luisa
- Riccardo Miniggio (sous le nom de « Ric ») : Assistant du colonel
- Augusto Bonardi : prêtre
- Nicoletta Amadio : Daniela
- Enrico Beruschi (it) : gardien
- Antonietta Caputo
- Gloria Poletti